# Malačka (staza brdskog automobilizma)
Malačka je staza brdskog automobilizma u Hrvatskoj. Staza je smještena u zaleđu Kaštela i duga je 4.100 metara. Svake se godine počevši od 1998. održava Nagrada Malačke – Sv. Dujam.
Međunarodna brdska automobilska utrka održava se u organizaciji Splitskog auto-kluba i boduje se za nekoliko nacionalnih prvenstava, poput FIA CEZ Prvenstvo povijesnih vozila, Prvenstvo Republike Hrvatske, Brdsko prvenstvo Hrvatske povijesnih automobila i Prvenstvo Regije Jug HAKS-a (Dalmacija) - II kategorije.
Staza se zove po prijevoju Malačkoj i prati Put Malačke a prostire se po sjevernim obroncima Kozjaka. Staza je 2019. godine bila širine od 6 do 8 metara i dužine 4.100 metara. Start je na 244 mnm i GPS koordinata: N 43° 36' 08,52  E 16° 19' 34,36 (križanje lokalne ceste 6098 s autocestom A1 kod Kevine jame). Cilj je na 457 mnm i GPS koordinata: N 43° 34' 56,90 E 16° 19' 34,78, podno samog prijevoja, na sjevernoj strani, ispod Planinarskog doma Malačka i kapele bl. kardinala Alojzija Stepinca. 2019. godine broj sudačkih mjesta na stazi bio je 15. Prosječni nagib staze je 5,19%.
Start: 43°36′8.52″N 16°19′34.36″E / 43.6023667°N 16.3262111°E 

Cilj: 43°34′56.90″N 16°19′34.78″E / 43.5824722°N 16.3263278°E
2019. godine među službenim osobama utrke bili su: predsjednik žirija Miroslav Krpan, promatrač HAKS-a Sanjin Paro, direktor Dragan Serden, zamjenik Dubravko Čikor, pomoćnik Damir Katunarić i dr.